# Hereford (race porcine)
Pour les articles homonymes, voir Hereford.
Le hereford ou hereford hog est une race porcine des États-Unis. Il est aussi nommé whitefaced. (tête blanche en anglais)

## Origine
Cette race a été créée dans les années 1920 par métissage des races chester white, poland china, hampshire et duroc. La création a eu lieu dans les états de l'Iowa et du Nebraska. Une population homogénéisée par sélection a abouti au statut de race en 1934.
Cette race s'est particulièrement développée jusque dans les années 1960 avant d'être détrônée par les croisements industriels. Elle reste populaire dans les états de l'Iowa, l'Indiana et l'Illinois où les éleveurs produisent des reproducteurs pour les métissages précités.

## Description
Elle porte une robe rouge avec la tête et le ventre blancs ; deux à quatre des pattes sont blanches. Elle ressemble beaucoup à la race bovine hereford dont elle a pris le nom ; l'association des éleveurs bovins de hereford a d'ailleurs parrainé celle des éleveurs porcins à leurs débuts. 
Le poids du mâle adultes est d'environ 362 kg, alors que les femelles pèsent environ 600 livres 272 kg.

## Aptitudes

### Élevage
C'est une race apte à l'élevage industriel en batterie, comme à l'élevage fermier en plein air. Cependant, elle est généralement élevée en petites unités pour la production de viande de qualité ou la fourniture de reproducteurs pour les croisements industriels. 
Le pelage coloré protège la peau des ardeurs du soleil dans les élevages extérieurs ; la tolérance à des climats variés et un atout. Les truies donnent bas aisément, entre 8 et 10 petits par portée et les élèvent jusqu'au sevrage avec peu de pertes grâce à une bonne production laitière. Les mâles sont agressifs mais très bons reproducteurs, les femelles sont calmes et dociles.
Ce sont des animaux rustiques aptes à transformer en viande des nourritures très variées.

### Production
La carcasse donne un bon rendement en viande avec un corps cylindrique des épaules aux cuisses, donnant une longe et des côtes charnues. La quantité de gras est faible, un argument utile avec les demandes des consommateurs vers une viande maigre.